# PSL Grand Prix Conference (femminile)
La PSL Grand Prix Conference è un torneo della Philippine Super Liga: al torneo partecipano otto squadre di club filippine e la squadra vincitrice si fregia del titolo di vincitrice della Grand Prix Conference.

## Albo d'oro
| Anno          | Podio           | Podio         | Podio             |
| Campione      | Seconda         | Terza         |                   |
| ------------- | --------------- | ------------- | ----------------- |
| 2013 Dettagli | Philippine Army | Cignal HD     | PLDT              |
| 2014 Dettagli | Petron          | Generika      | RC Cola-Air Force |
| 2015 Dettagli | Foton           | Petron        | Philips Gold      |
| 2016 Dettagli | Foton           | Petron        | F2 Logistics      |
| 2017 Dettagli | F2 Logistics    | Petron        | Foton             |
| 2018 Dettagli | Petron          | F2 Logistics  | Foton             |
| 2019 Dettagli | Petron          | F2 Logistics  | PLDT              |
| 2020 Dettagli | Non assegnato   | Non assegnato | Non assegnato     |

## Palmarès
| Squadra         | Titolo | Stagione         |
| --------------- | ------ | ---------------- |
| Petron          | 3      | 2014, 2018, 2019 |
| Chery           | 2      | 2015, 2016       |
| Philippine Army | 1      | 2013             |
| F2 Logistics    | 1      | 2017             |